# Mona Vanderwaal
Mona Louisa Vanderwaal é uma personagem fictícia da série de livros Pretty Little Liars. Ela é interpretada por Janel Parrish na adaptação para televisão da ABC Family. Ela também participou do spin-off Pretty Little Liars: The Perfectionists.
Apresentada em Pretty Little Liars como a melhor amiga de Hanna Marin, Mona inicialmente guarda rancor das protagonistas, usando sua inteligência e recursos para atormentá-las anonimamente como "A". Na terceira temporada da série televisiva, Mona ganha um parceiro que acaba assumindo o controle dela. Depois, ela forma uma aliança instável com as protagonistas, tornando-se vítima de sua própria criação. Considerada a personagem com mais conhecimento da série, Mona é versada em hacking de computador, línguas estrangeiras, canto, empatia e manipulação. Embora apresentada como uma vilã, ela eventualmente dá passos em direção à redenção. Mona é a primeira 'A' na série e no livro. Na versão brasileira, Mona é dublada por Natália Alves.
Inicialmente uma jogadora coadjuvante, a personagem da TV ganhou muita popularidade entre os telespectadores e críticos, atraindo o reconhecimento da Entertainment Weekly, CNN, MTV e outros, levando os produtores a expandir seu papel. Em março de 2015, a PrettyLittleLiars.com nomeou Mona a maior personagem de Pretty Little Liars. A MTV também a nomeou um dos melhores personagens da televisão em 2014. Durante a temporada da série televisiva, a produtora I. Marlene King reconheceu Mona como uma "personagem amada". No final da temporada do programa, Dana Getz do Bustle.com declarou que Mona havia se tornado "a personagem mais importante da série."
Mona Vanderwall foi revelada como Original -A no episódio 2x25 UnmAsked e foi a responsável por todos os atos de -A na 1ª e 2ª temporada da série (exceto na massagem de Emily, que foi feita por Lucas as ordens de Mona).

## Interpretação
A plataforma The Hollywood Reporter observou que Torrey DeVitto e Sasha Pieterse atuariam em papéis recorrentes no episódio piloto da série de TV Pretty Little Liars. O site Alloy Entertainment confirmou mais tarde que Pieterse estaria interpretando Alison DiLaurentis e DeVitto seria Melissa Hastings, além de mencionar que Janel Parrish seria Mona Vanderwaal. Em março de 2012, Janel Parrish foi promovida de personagem recorrente para regular para a terceira temporada.

## Série de livros
Mona Vanderwaal foi apresentada nos primeiros quatro livros de Pretty Little Liars. Uma adolescente residente em Rosewood, Pensilvânia, ela tem cabelo loiro-branco, olhos azuis claros e algumas sardas. Ela é uma garota anteriormente impopular que foi provocada por Alison DiLaurentis e seus amigos, desejando estar em seu grupo. Depois que Alison desapareceu, Mona fez amizade com a amiga de Alison, Hanna Marin, e elas se reinventaram como as garotas "da moda" de Rosewood.

### Pretty Little Liars
Mona é apresentada como a melhor amiga de Hanna Marin. Ela foi inicialmente considerada nerd, mas junto com Hanna ela se transformou em uma bela garota durante o verão, três anos antes. Ela é convidada para a festa de início do semestre de Noel Kahn, onde beija seu irmão mais velho, Eric. Sempre que as garotas malvadas da escola, Naomi e Riley, falam algo malvado sobre Hanna, Mona está lá para ela. Mona e Hanna entram em inúmeras brigas e discussões sobre as velhas amigas de Hanna, Emily, Aria e Spencer, porque Mona acha que ela tem passado mais tempo com elas do que com ela.

### ImpecáveisePerfeitas
Como o aniversário de Mona está chegando, ela escolhe Naomi, Riley, Hanna e algumas outras garotas para serem suas "próximas da fila", então ela vai comprar vestidos com elas. Ela escolhe vestidos cor de champanhe, mas briga com Hanna, a quem acusa de sabotar sua festa de aniversário. Mais tarde, Hanna recebe um pacote com o vestido cor de champanhe e pensa que foi Mona quem o enviou.
Felizmente, ela o veste e vai à festa de Mona, embora o vestido seja muito pequeno. Quando ela vem para a festa, Naomi e Riley (que estão com vestidos esmeralda) dão a ela looks estranhos, e quando Mona sai usando o vestido cor de champanhe, Hanna percebe que "A" foi quem lhe enviou o vestido. Chorando, ela cai e seu vestido se rasga, seguindo as risadas dos participantes da festa, incluindo Mona. Hanna diz a Mona que sabe que fez uma lipoaspiração porque "A" enviou-lhe uma mensagem com o conteúdo, mas Mona diz que ela não deve acreditar em tudo o que ouve e a chama de mentirosa. Mais tarde, Hanna recebe uma mensagem de "A", mas vê que não é o número bloqueado de costume. Mesmo ela tendo um telefone novo e não colocado na lista telefônica ainda, ela reconhece o número e corre para avisar as meninas, mas é atropelada por um carro antes que ela pudesse fazer qualquer coisa.

### Inacreditáveis
Depois do acidente de carro de Hanna, Mona está lá para ajudá-la no hospital todos os dias, chorando. Quando Hanna acorda, Mona se desculpa, tornando-as amigas novamente. Hanna não consegue se lembrar de nada que aconteceu na festa de Mona, incluindo a parte "quem é A". Mais tarde, Mona briga com Lucas por causa de um segredo que ela não vai explicar para Hanna. Ela recebe uma mensagem de texto e diz a Hanna que é de uma pessoa chamada "A". Hanna também tem recebido as mensagens e admite tudo para Mona. Mona parece aliviada e conta para as outras garotas também. Enquanto Spencer e Mona estão a caminho da delegacia, Hanna se lembra que "A" é Mona. As meninas enviam uma mensagem de texto para Spencer, que tenta esconder, mas Mona vê e explica tudo – como ela descobriu o diário de Alison e descobriu tudo sobre seu segredo, e como ela leu que Alison daria um ultimato a Ian – ela ou Melissa, trazendo Mona para contar a Spencer que Ian matou Alison. Mona tenta forçar Spencer a se juntar a ela, mas elas entram em uma briga e Spencer empurra Mona para a Pedreira do Homem Flutuante, fazendo com que Mona caia para a morte. Depois disso, Hanna fica abalada e aliviada por saber quem é "A" e quem é o assassino de Alison. Mona é relatada no noticiário, e os residentes de Rosewood descobrem sobre "A" e o Perseguidor de Rosewood, que também era Mona. Hanna encontra o "telefone de A" de Mona e depois apaga todas as mensagens de Mona/"A" antes de entregá-lo à polícia, protegendo Mona porque elas ainda eram melhores amigas.
Mona chegou a ser "A" quando encontrou o diário de Alison quando os St. Germain se mudaram para a velha casa dos DiLaurentis e jogou fora os pertences de Alison. Não está claro se ela sabia sobre as gêmeas ou não quando era "A".

## Série de televisão

### Seleção de elenco

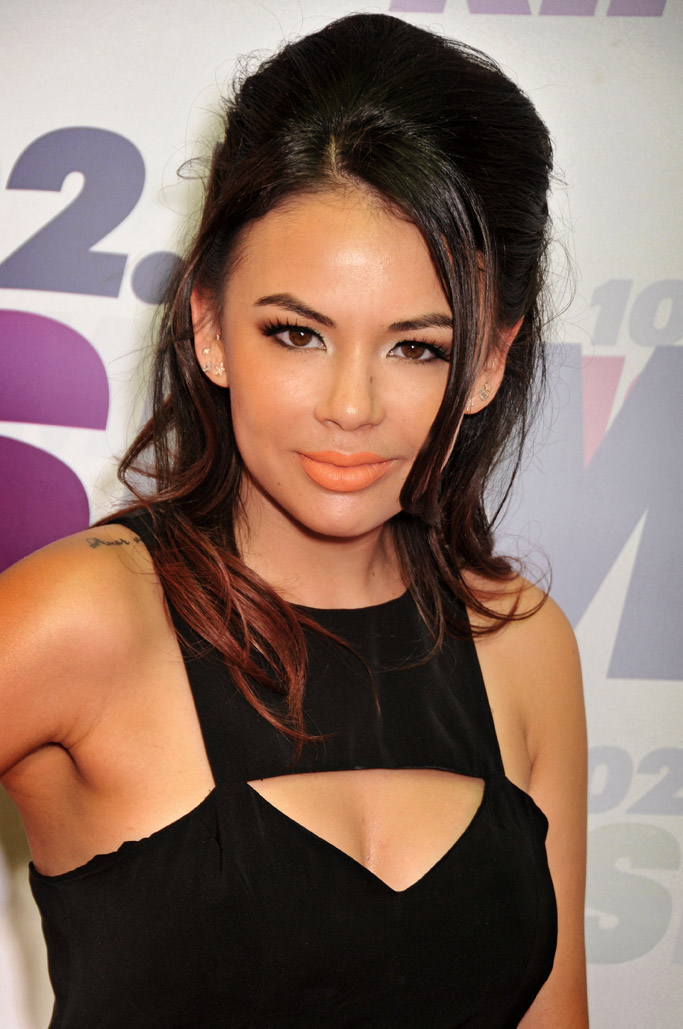
Atriz estadunidense Janel Parrish foi responsável por interpretar Mona Vanderwaal na franquia Pretty Little Liars.

Em 2009, Pretty Little Liars foi adaptado para uma série de televisão. Janel Parrish inicialmente fez o teste para o papel de Spencer Hastings, que foi para Troian Bellisario. O The Hollywood Reporter revelou mais tarde que Parrish havia conquistado o papel de Mona Vanderwaal. Em março de 2012, ela foi promovida de recorrente a regular na terceira temporada. Em uma entrevista de 2014, Parrish notou sua predileção pelo papel que recebeu, afirmando: "Estou apaixonada pelo meu personagem e pela série".

### Caracterização
"Estou constantemente interpretando Mona como se ela soubesse de algo que outras pessoas não sabem." —Parrish em seu retrato
Mona foi introduzida como a ex-garota impopular em Rosewood que ansiava para ser aceita no grupo de Alison DiLaurentis e foi continuamente ridicularizada por Alison. Lá no fundo, Mona nunca esqueceu o jeito que Alison tinha tratado-a anteriormente, como uma perdedora e idiota. Depois do desaparecimento de Alison, Mona fez amizade com Hanna Marin e elas foram submetidas a uma "extrema reforma" juntas; como resultado, ambas se tornaram populares estudantes, e Mona, ironicamente, começa a agir como Alison adotando sua personalidade, bem como ridicularizando pessoas que a própria Alison já havia intimidado.
Mona é uma pessoa muito autoconsciente. Devido ao assédio moral e rejeição que ela enfrentou quando Alison estava por perto, Mona desenvolveu um complexo em que ela não está feliz com sua vida. Embora ela não mostre esse lado dela em público, Mona sentiu necessidade de permanecer popular, bonita e melhor juntamente de Hanna. É também por isso que ela começou a atormentar as meninas como "A", porque tinha medo de que as meninas roubassem Hanna dela, que era sua única amiga. Ela e Hanna se tornaram melhores amigas quando a multidão de Alison foi dissolvida. Mona percebeu que Hanna não iria desistir da chance de se tornar popular. Sua amizade permaneceu forte até o sempre tão infame "A" começar a torturar as meninas, forçando Hanna a aproximar-se de suas "antigas amigas". As meninas, exceto Hanna, não se importavam muito com Mona, uma fonte de conflito em certos episódios, mas isso acaba sendo muito mais grave do que um simples aborrecimento quando é revelado que esta é a razão pela qual ela se tornou "A" na 1ª e 2ª temporadas da série.
Mona também pode falar francês, invadir computadores, e fazer impressões de voz. Mona revelou ser "A" no final da segunda temporada. Ela se considera um gênio, mas também tem um transtorno de personalidade limítrofe, de acordo com o seu médico. Resumindo, a Mona é a melhor vilã/boa de todos os tempos.

### Rivalidades e amizades
Mona é mais conhecida por sua rivalidade com Alison, ela originalmente desejava ser aceita no grupo de Alison e foi continuamente ridicularizada por ela. Mona foi revelada estar por trás do desaparecimento de Alison em "A Is for Answers", quando ela disse para ela que devia sumir, e deixar "A" pensar que ela estava morta, mas na verdade ela era "A" na época, e usou isso para se livrar dela. Sua rivalidade continua, quando Mona forma um exército que consiste em Lucas Gottesman, Melissa Hastings, Jenna Marshall, Sydney Driscoll, as gêmeas Cindy e Mindy, e várias outras pessoas maltratadas por Alison. Quando Alison retorna à escola, Mona encena uma corrida com Alison para provar que ela não mudou, o que sucede quando Alison ameaça torná-la a "Mona perdedora" novamente.
Em meio a suas rivalidades com as meninas e Caleb, Mona era realmente amiga de Hanna Marin. No início da segunda temporada, Hanna descobre que Mona destruiu a carta que Caleb escreveu para ela e, como resultado para de falar com ela. Mais tarde, elas se reconciliam e decidem não deliberar sobre suas vidas românticas uma com a outra. Ela passa o resto da temporada tentando manter sua amizade com Hanna. Mona tinha afirmado que Hanna era a seu única amiga. Ao longo da terceira temporada, Mona estava no Sanatório Radley, onde ela recebeu visitas de Hanna, que estava tentando entrar em acordo com as ações de Mona. Ela permanece em um estado catatônico durante os primeiros episódios, mas lentamente se torna mais ágil e ativa, o que tem sido atribuído a visitas de Hanna e, tenta ajudar Hanna, dando-lhe um código. Ela tenta provar a sua lealdade à Hanna quando ela decide mentir para a polícia, dizendo que ela matou o detetive Wilden depois que ela foi originalmente recrutada por Hanna para ajudá-la a mentir para a polícia.
Mona torna-se um pouco amiga de Emily Fields quando Emily a confronta sobre ter ouvido uma conversa com o diretor, assim como se desculpando por ter sido uma espectadora durante as agressões verbais de Alison. Mona diz a ela sobre os subornos que Tamborelli aceitava para permitir que outro jogador voltasse para as equipes de esportes da escola. Mais tarde, ela ajuda a Emily a voltar à equipe de natação por encontrar provas dos subornos que ele aceitou.

### Romances
Mona foi originalmente romanticamente ligada a Noel Khan. No entanto, quando Mona depois tenta confiar em Hanna sobre Noel, mas ela não presta atenção levando-a a terminar com Noel, deixando-a com o coração partido e na necessidade de conforto, que ela recusa a princípio de Hanna.
Mais recentemente, Mona foi romanticamente ligada com o irmão de Aria, Mike Montgomery. Seu relacionamento tem sido elogiado por Jessica Goldstein de Vulture. Mona rompe com Mike em "Cover for Me" após os acontecimentos de "Free Fall", depois de ser envolvida em um plano de apoio de Ezra quando ele exige que ela abandone Mike em nome da "proteção" — já que Ezra está ficando sem opções e usa seu passado contra ela. Mona e Mike retomam seu relacionamento no episódio da quinta temporada "No One Here Can Love or Understand Me", quando eles são vistos por Aria em sua casa.

## História na série televisiva

### 1.ª Temporada
Após o desaparecimento de Alison, Mona fez amizade com Hanna e juntas elas passaram por uma "transformação radical". Durante o processo, elas se tornaram melhores amigas, bem como duas dos alunos mais populares. Com sua popularidade recém-descoberta, Mona se comporta de forma semelhante a Alison, constantemente intimidando Lucas Gottesman no mesmo sentido que Alison fez e até dizendo a Hanna que ela cortará os laços com ela antes que ela a deixe arrastá-la de volta para o fundo. No final do meio da temporada, Mona convida as Liars para sua festa de aniversário, mas não convida Hanna depois que "A" envia a ela uma mensagem falsa. Hanna e Mona se tornam inimigas depois disso, até que Mona começa a sentir remorso depois que Hanna é atingida por "A" em um carro na festa. Elas reacendem sua amizade, mas ela gradualmente se desintegra novamente quando Mona tenta romper o relacionamento de Hanna com Caleb.

### 2.ª Temporada
Ela se envolve romanticamente com Noel Kahn, para a desaprovação de Hanna, mas mais tarde é trocada por Jenna Marshall. Ela e Hanna eventualmente se tornam melhores amigas novamente e Mona tenta aceitar Caleb. Quando "A" começa a enviar notas ameaçadoras para Mona, ela se aproxima das Liars e se torna parte de seu grupo. Em "Unmasked", Mona ainda está ajudando as Liars, que ainda não a aceitaram totalmente, e se voluntaria para levar Spencer para o Lost Woods Resort, onde elas encontram o covil de "A's". Aqui, é revelado que "A" é na verdade a própria Mona, que afirma ter se tornado "A" porque as Liars levaram Hanna para longe dela e nunca fizeram nada para evitar o bullying de Alison. Ela e Spencer brigam perto de um penhasco e Mona é empurrada acidentalmente. Ela sobreviveu, no entanto, e foi internada no Sanatório Radley, após ser diagnosticada com transtorno de personalidade múltipla. Aqui, ela é abordada por alguém que deseja iniciar uma parceria e formar o Time "A".
Parrish, que soube da identidade de "A" nos livros, revelou que estava satisfeita por a situação não ter mudado na série de TV.

### 3.ª Temporada
Mona junta forças com uma garota conhecida como Casaco Vermelho e começa a recrutar pessoas para o Time "A", incluindo Toby Cavanaugh e Lucas Gottesman, enquanto ainda está no Radley. No Radley, Mona secretamente dá respostas a Hanna sobre a morte de Maya. Possivelmente sem o conhecimento do Grande "A", ela secretamente dá o site de Maya para Hanna em código, levando as Liars a descobrirem que Nate matou Maya. Ela é finalmente libertada do Radley e retorna para Rosewood High. Ela também recruta Spencer Hastings para se juntar à equipe. No final, Mona revela que não conhece a identidade da Casaco Vermelho. Ela divulga as Liars que Casaco Vermelho a abordou no Radley e lhe deu uma maneira de entrar e sair do Radley. Mona afirma que os duas eram inicialmente parceiras, e Mona considerou divertido jogar com outra pessoa, mas Casaco Vermelho eventualmente roubou as Liars dela e assumiu. Mona mais tarde é expulsa do Time "A", se tornando uma vítima do monstro que ela criou e relutantemente juntando-se as Liars.

### 4.ª Temporada
Mona ainda é aliada das Liars até que ela começa a ajudar Ezra Fitz com seu livro, porque ele chantageou por expor suas atividades ilegais de "A". Ela também começa a namorar Mike Montgomery, para que ela possa se aproximar de Aria, mas na verdade se apaixona por ele durante o processo. No final, Alison revela que Mona a ajudou na noite em que ela desapareceu e a convenceu a se esconder, dando a Mona o que ela sempre quis: Alison se foi.

### 5.ª Temporada
Ao descobrir que Alison está voltando, Mona inicia um exército de odiadores de Alison para se preparar para seu retorno. A equipe é formada por Lucas, Melissa, Jenna, Sydney e outros maltratados por Alison. No final da temporada, ela é supostamente morta por "A" após obter informações que provam que Alison é a suposta torturadora anônima. Na segunda metade da temporada, é revelado que Mona nunca acreditou que Alison fosse "A" e que ela fingiu sua morte como parte do plano de "A" para colocar Alison na prisão, para que ela pudesse descobrir sua verdadeira identidade. Ela agora tem cabelos loiros e está trancada dentro da Dollhouse (Casa de Bonecas) de "A", sendo forçada a fingir ser Alison.

### 6.ª Temporada
Em "Game On, Charles", Mona é trancada do lado de fora da Casa de Bonecas junto com as outras Liars como punição por tentar escapar. Elas são eventualmente deixadas de volta na Casa de Bonecas, mas Mona é levada por "A" e levada para o buraco, enquanto as outras garotas experimentam sua própria tortura pessoal. Alison, Ezra e Caleb se unem em um plano que leva ao resgate. A mãe de Mona a leva para longe de Rosewood para se recuperar do trauma da experiência.
Mona retorna a Rosewood em "She's No Angel" e está nervosa sobre o que Alison fará com ela depois de saber que ela encenou sua morte e a incriminou por isso. Ela chega na casa de Hanna e elas decidem ir à delegacia para relatar seu retorno. Elas param no Grill no caminho e encontram Leslie. Leslie não está feliz que Mona mencionou seu nome em sua falsa morte e ameaça tanto Hanna quanto Mona se o nome dela for mencionado a respeito de Mona novamente. Mais tarde no episódio, Spencer vê Mona postando um cartão na caixa de correio de Alison. Spencer pergunta a Mona se ela estava em um quarto que apareceu no sonho de Spencer da Casa de Bonecas. Mona diz que deve existir em sua cabeça. As meninas entram sorrateiramente no Radley para ver se há alguma evidência de Charles DiLaurentis. Enquanto estão lá, elas encontram Mona, que está roubando o arquivo de Leslie. Mona diz às outras garotas que conheceu Leslie no Radley. Isso reforça a teoria das meninas de que Leslie é "A". No final do episódio, Mona é vista ao telefone com Leslie dizendo que ela falhou em manter seu tempo no Radley em segredo. Leslie disse que Mona é inútil e bagunça tudo como de costume.
Mona aparece no final de "No Stone Unturned". As Liars estão investigando o laboratório de animais de Leslie para ver o que ela está escondendo quando de repente as luzes se apagam e Mona surge. As meninas perguntam por que Mona as está seguindo novamente e ela explica que está tentando impedir o laboratório de processá-las. Spencer mostra a Mona os registros de que Charles está morto e era um doador de fígado. Mona diz que é impossível que Charles fosse um doador de fígado porque ele não seria um doador elegível com todos os medicamentos que estava tomando. O segurança passa pela porta e as meninas apagam a luz e Mona também se esconde.
Em "Oh Brother, Where Art Thou", Mona e as Liars vão para o quarto de Mona esperando encontrar Leslie. Leslie manda uma mensagem para Mona dizendo que ela não irá encontrá-las, pois os confrontos podem prejudicar sua recuperação. Aria acha que elas deveriam dirigir até a casa de Leslie porque ela sabe mais sobre Charles do que está deixando transparecer. Mona diz que se Leslie soubesse mais sobre Charles, ela teria contado a ela. Mais tarde no episódio, Mona e Mike se reconciliam, mas ela acha que ele deveria ficar longe dela porque ela merecia estar na Casa de Bonecas. Mike termina isso beijando Mona apaixonadamente. Alison consegue uma carona com Mona. Alison diz que Mona foi a única que atendeu o telefone com ela. Alison chama a polícia e confessa que Charles DiLaurentis é "A" e seu irmão. Mona diz que ela não deveria ter feito isso.
Em "Game Over, Charles", é revelado que CeCe Drake é Grande "A". Ela juntou forças com Mona para entrar e sair do Radley e vestiu o disfarce de Casaco Vermelho também. Ela também contratou Sara Harvey para atuar como Casaco Vermelho sempre que ela precisasse, e Sara era a pessoa que estava se comunicando com Mona na noite do incêndio no Lodge. Também é revelado que Mona é a pessoa que atingiu Bethany Young com uma pá, acreditando que ela fosse Alison.

### 7.ª Temporada
Na última temporada, Mona se junta as outras contra o novo "A", conhecido como "A.D.". Mona as ajuda a descobrir que Aria está no Time "A.D.". No entanto, Mona revela ser a assassina de Charlotte Drake. Ela e Charlotte/CeCe brigaram na Torre do Sino, depois que Mona a ameaçou. Mona acidentalmente empurrou Charlotte contra um pedaço afiado de metal na parede, matando-a. Durante o final da série, "A.D." envia Wren em seu lugar para matar Mona, mas Mona se oferece para se juntar ao Time "A.D." e trabalhar com Uber "A" contra as meninas, usando uma máscara de Melissa e entregando Spencer para elas. No entanto, ela descobre que a gêmea de Spencer, Alex Drake, é "A.D." e traça um plano. Ela ajuda as Liars a frustrar os planos de Alex e traz um policial para prendê-la e Mary. No entanto, o "oficial" é na verdade o namorado francês de Mona. Sendo assim, Mona e seu novo namorado trouxeram Mary e Alex para a França para morar em sua casa de bonecas pessoal, embaixo da loja de bonecas que ela possui, revelando assim que Mona ganhou o jogo "A" e é o "A" final e definitivo. Aparecendo no penúltimo segmento, ela é a última das personagens de longa data a ser vista na série, superando até mesmo as Liars, antes de um epílogo.